# STS-26
STS-26 var den tjugosjätte flygningen i det amerikanska rymdfärjeprogrammet och den sjunde i ordningen för rymdfärjan Discovery. Den sköts upp från Pad 39B vid Kennedy Space Center i Florida den 29 september 1988. Efter drygt fyra dagar i omloppsbana runt jorden återinträdde rymdfärjan i jordens atmosfär och landade vid Edwards Air Force Base i Kalifornien.

## Start och landning
Starten skedde klockan 11:37 (EDT) 29 september 1988 från Pad 39B vid Kennedy Space Center i Florida.
Landningen skedde klockan 09:37 (PDT) 3 oktober 1988 vid Edwards Air Force Base i Kalifornien.

## Uppdragets mål
Huvuduppgiften för detta uppdrag var att placera en satellit i omloppsbana, TDRS-3 (Tracking and Data Relay Satellite-3) samt att utföra en mängd experiment, som alla ansågs lyckade.